# Casse de la Banque de France de Toulon
Le casse de la Banque de France de Toulon est un important braquage ayant touché la Banque de France de Toulon le 16 décembre 1992. Il est surnommé par les médias le « casse du siècle », du fait de son mode opératoire extraordinaire et son butin très élevé de 146 millions de francs (32,2 millions d'euros en 2018).

## Déroulement du casse
Le 16 décembre 1992 à 7 heures du matin, deux hommes se font passer pour des livreurs de champagne et pénètrent dans un appartement de la banlieue de Toulon où ils séquestrent pendant plusieurs heures un gardien, sa femme et son fils de six ans. Cet appartement devient le QG d'un commando d'une dizaine de braqueurs qui prennent en otage ce vigile, Emmanuel Demaimay, à qui ils mettent une ceinture-banane contenenant 300 grammes d'explosif F 15 avec un système de mise à feu à distance, le transformant en une Modèle:Pahe h'. Ils se servent de lui comme cheval de Troie et pénètrent dans la Banque de France de Toulon aux alentours de 17h15, Emmanuel Demaimay devant reprendre le travail à 18h. Les malfaiteurs aux visages grimés, portant perruques, barbes et lunettes noires, ont alors accès aux coffres et s'emparent en deux heures d'un butin estimé, selon le chiffre officiel, à 146 millions de francs soit 22 millions d'euros, ce qui représente 4 mètres cubes de billets de 100 francs usagés et trois fois la somme du « casse du siècle à Nice » mené par Albert Spaggiari en 1976.

## Enquête
La police judiciaire toulonnaise, dirigée par le commissaire Georges Bonnefont, soupçonne, malgré le peu de preuves matérielles, une complicité interne, les malfaiteurs connaissant les plans de situation, les procédures d'ouverture des coffres et les systèmes de sécurité de la banque, notamment les alarmes. Grâce à des informateurs, les policiers déterminent que la taupe est Hélène Renaux, 39 ans, secrétaire comptable dans la banque qui a décidé de vivre « la grande aventure » avec Jean-Claude Lopiccolo, petit commerçant dont un ami RMIste René Bombace, les persuade de réaliser le « coup de leur vie ». C'est elle qui désigne comme « otage parfait » Emmanuel Demaimay, 25 ans, délégué du personnel. Les écoutes téléphoniques permettent d'apprendre qu'une remise de butin doit avoir lieu le 16 février 1993. Au terme d’une filature, les policiers arrêtent Marc Armando (considéré comme le « cerveau » du « casse du siècle ») en possession de 3 200 000 francs, Jean-Claude Lopiccolo, Dominique Gianonne, René Bombace, Gianfranco Cascioni, Jean Chiari et Dominique Bernardini dit « le Chinois », le lieutenant d'Armando. La police ne récupère que 9 millions de francs.

## Procès et sort des accusés
Les peines au cours du procès vont de 8 à 18 ans de prison. Hélène Renaux qui assume ses responsabilités et son amant Jean-Claude Lopiccolo se marient et refont leur vie au Brésil après leur peine. Marc Armando, après avoir purgé sa peine, est libéré en 2005. Arrêté en avril 2013 pour un trafic de cocaïne cachée dans une torpille fixée à la coque d’un pétrolier et saisie dans le port de Rotterdam, il est extradé des Pays-Bas vers la prison des Baumettes à Marseille où il se suicide par pendaison deux heures après son admission le 3 mai 2013.
Quant à Emmanuel Demaimay, longtemps considéré comme complice, après un long congé-maladie, il négocie deux ans plus tard son départ de la Banque de France. Il finit par divorcer et vend désormais des vêtements sur les marchés.

## Documentaire télévision
- Faites entrer l'accusé, présenté par Christophe Hondelatte, le 24 octobre 2010, Casse à la Banque de France de Toulon, de Richard Vargas, sur France 2.
- Spécial investigation, 2014, Banque de France : le casse du siècle, sur Canal +.
- Toute une histoire, 2014, Comment vivre après avoir été séquestré?, sur France 2